# Vienna Bend
Vienna Bend es un lugar designado por el censo ubicado en la parroquia de Natchitoches en el estado estadounidense de Luisiana. En el Censo de 2010 tenía una población de 1251 habitantes y una densidad poblacional de 219,25 personas por km².

## Geografía
Vienna Bend se encuentra ubicado en las coordenadas 31°44′17″N 93°1′58″O / 31.73806, -93.03278. Según la Oficina del Censo de los Estados Unidos, Vienna Bend tiene una superficie total de 5.71 km², de la cual 5.59 km² corresponden a tierra firme y (2.09%) 0.12 km² es agua.

## Demografía
Según el censo de 2010, había 1251 personas residiendo en Vienna Bend. La densidad de población era de 219,25 hab./km². De los 1251 habitantes, Vienna Bend estaba compuesto por el 47.64% blancos, el 46.52% eran afroamericanos, el 0.8% eran amerindios, el 0.32% eran asiáticos, el 0.08% eran isleños del Pacífico, el 2.32% eran de otras razas y el 2.32% pertenecían a dos o más razas. Del total de la población el 1.6% eran hispanos o latinos de cualquier raza.